# Motorový vůz M 130.1
Motorové vozy řady M 130.1 (tovární označení Škoda 7Mo a Škoda 14Mo), vyráběné v letech 1932 až 1942, tvořily nejpočetnější řadu motorových vozů ČSD až do dodávek tzv. „hurvínků“ (vozů řady M 131.1) na přelomu 40. a 50. let 20. století. Vozy řady M 130.1 byly vyráběny ve Škodě Plzeň v celkovém počtu 113 kusů.

## Konstrukce
Vozová skříň byla posazena na pojezdu tvořeném dvěma dvojkolími, z nichž jedno bylo hnací. Hnací agregát tvořený benzínovým motorem Škoda 6T a mechanickou převodovkou (u vozů z první série byla shodná s nákladními automobily) se nacházel ve spodku skříně uchycený na pomocném rámu. Rám karoserie byl dřevěný, z venkovní strany byl oplechován, v interiéru byl obložen překližkou, čela vozů byla průchozí. Vozové skříně byly dvojího typu. Vozy, které byly továrně označeny jako Škoda 7Mo (do vozu M 130.160 včetně), byly dlouhé 10 650 mm a vstup do vozu byl zajištěn uprostřed každé bočnice jedněmi dveřmi. Tyto vozy neměly nijak rozdělený interiér (pouze v jednom rohu byla kabina WC), takže strojvedoucí byl v přímém kontaktu s cestujícími. Později vyráběné vozy Škoda 14Mo (délka 11 050 mm) již byly klasického typu se vstupy v představcích přes oddělené stanoviště strojvedoucího. Vozové skříně první série (M 130.101–124 = Škoda 7Mo1) byly vyrobeny v Ringhofferových závodech, ostatní pocházely z vagónky v Kolíně.

## Vývoj, výroba a provoz

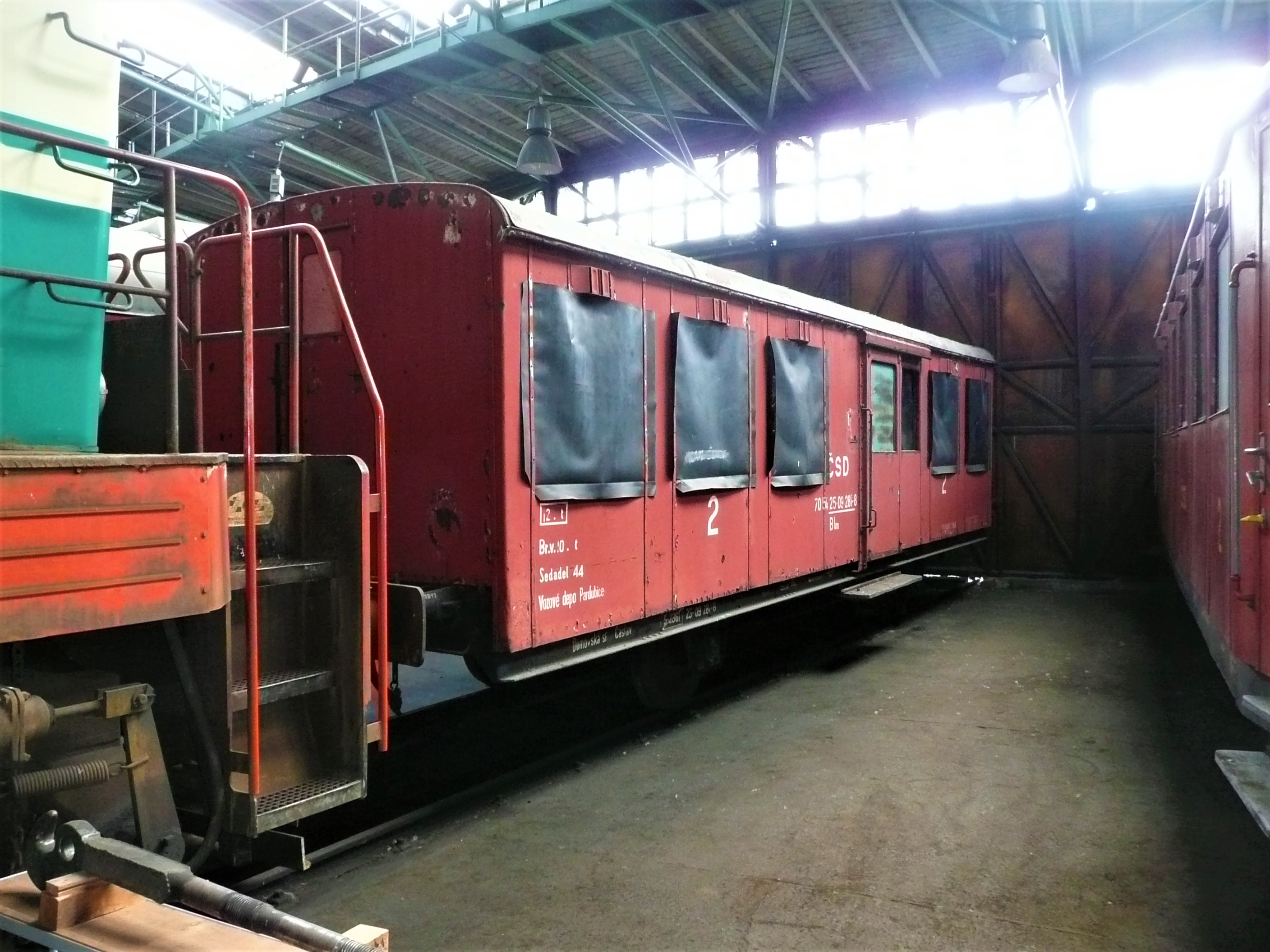
Přípojný vůz Clm v depozitáři NTM v Chomutově

Výroba vozů řady M 130.1 probíhala v plzeňské Škoda mezi lety 1932 a 1942. Vozy typově označené jako Škoda 7Mo (prvních 60 vozů se středním vstupem) byly vyráběny do roku 1935, v letech 1936 až 1942 je následoval typ Škoda 14Mo. Jelikož byla řada M 130.1 velmi početná, její vozy se objevovaly na regionálních tratích po celých Čechách, Moravě a rovněž i na západním a středním Slovensku. Během druhé světové války byl jejich provoz kvůli nedostatku pohonných hmot téměř zastaven, několik vozů ale bylo v roce 1942 rekonstruováno osazením motoru na dřevoplyn.
Po válce byl jejich provoz obnoven, ale po zahájení výroby vozů řady M 131.1 v roce 1948 začaly být pomalu vyřazovány. 10 vozů řady M 130.1 bylo po roce 1950 remotorizováno instalací novějšího motoru Tatra T 301. U některých vozů se zkoušel i alternativní pohon s užitím motoru z autobusu Škoda RO a převodovka Mylius. Vyřazované vozy byly často rekonstruovány na vozy přípojné řad Clm a Cl, některé další byly nadále využívány jako služební (např. elektrifikace tratí). Poslední motorové vozy řady M 130.1 byly v pravidelného provozu vyřazeny v roce 1959 (s původním benzínovým motorem Škoda), respektive 1962 (s novým naftovým motorem Tatra). Do dnešní doby se dochoval jediný vůz typu 7Mo (nyní renovován v Pardubicích) a dvě skříně typu 14 Mo bez muzejního využití. 